# タハト山
タハト山 （タハトさん、アラビア語: جبل تاهات）はアルジェリアの最高峰で、かつホガール山地（アハガル山地とも呼ばれる）の最高峰である。北緯23度17分、東経5度31分、標高2,918m（出典によっては3,003mなど）である。アルジェリア南部のサハラ沙漠にあり、斜面にも山麓にもほとんど植生はみられず、薄茶色の岩肌がむき出しである。ワジには砂漠性の植生が見られる。最寄の町はタマンラセットである。

## 参考資料
1. ↑  PeakBagger